# Trpinjska cesta
Die Trpinjska cesta (deutsch Trpinjaer Straße) ist eine Straße in Borovo Naselje, einem Vorort der Stadt Vukovar im Osten Kroatiens. Sie liegt nördlich des Stadtzentrums von Vukovar und führt als Teil der Nationalstraße D2 nach Osijek.

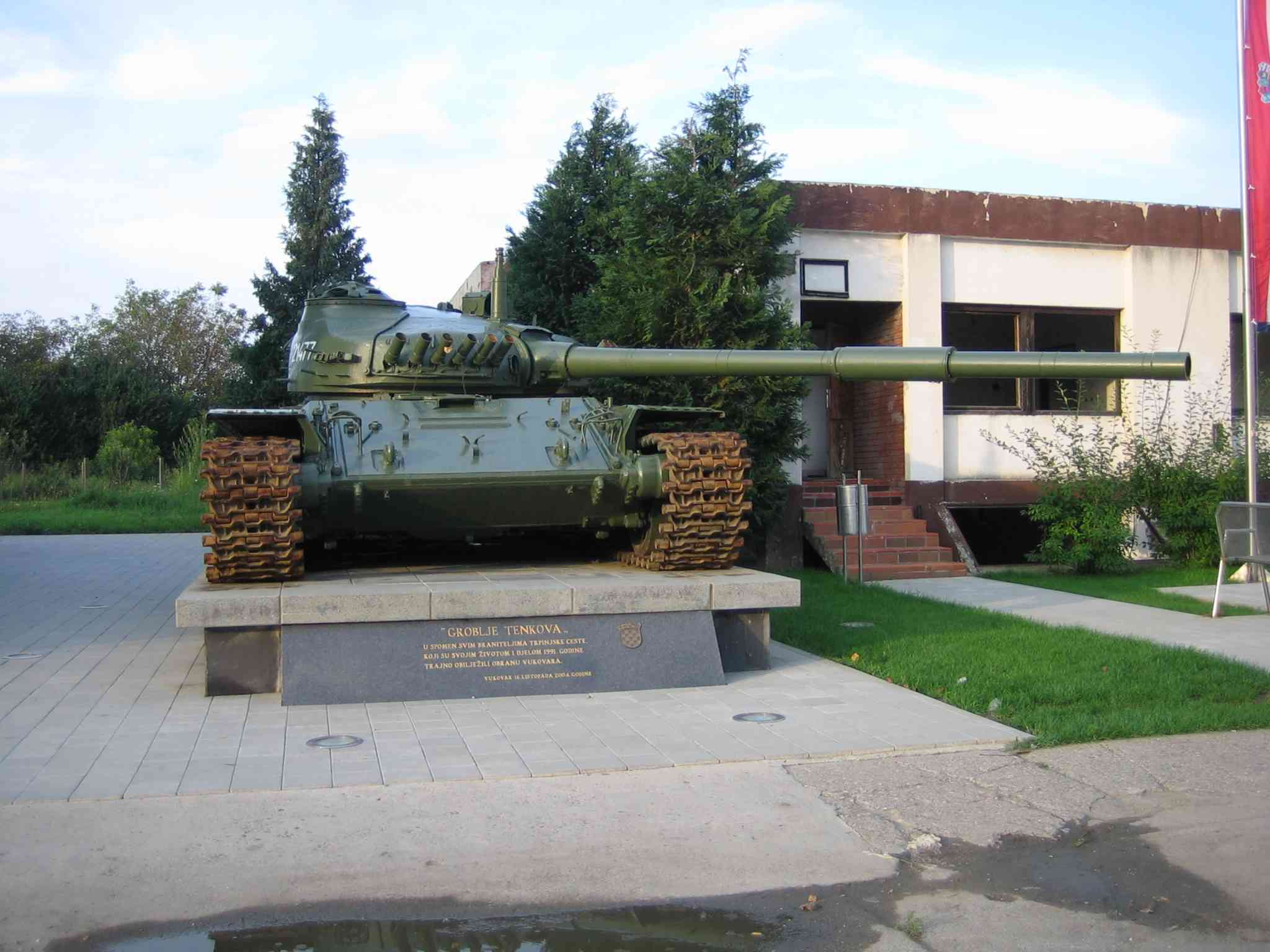
Museum und M-84-Panzerwrack-Denkmal für die kroatischen Verteidiger in der Trpinjska cesta, 2005

Während des Kroatienkrieges zwischen 1991 und 1995 verteidigten 1991 in der Schlacht um Vukovar wenige und vergleichsweise nur leicht bewaffnete kroatische Freiwillige des 3. Bataillons der 204. Vukovarer Brigade unter dem Kommandeur Blago Zadro die Trpinjska cesta gegen Panzertruppen der Jugoslawischen Volksarmee (JNA) sowie die jugoslawische Territorialverteidigung und serbische Freischärler z. B. der Serbischen Freiwilligengarde. Wegen der hohen Anzahl der kampfunfähig gemachten Panzer erhielt die Straße während des Krieges den Beinamen groblje tenkova (deutsch Panzerfriedhof) und wurde zu einem kroatischen  Erinnerungsort.

## Kroatienkrieg
Ab dem 14. September 1991 versuchten jugoslawische Panzertruppen, aus Nordwesten über die Trpinjska cesta in Borovo Naselje gegen Vukovar vorzurücken. Die jugoslawische Panzertruppe war auf einen schnellen und offenen Kampf ausgerichtet und hatte Probleme, sich im Straßenkampf zu bewegen. Der Vorort Borovo Naselje nahm für die geplante Eroberung von Vukovar eine Schlüsselrolle ein.

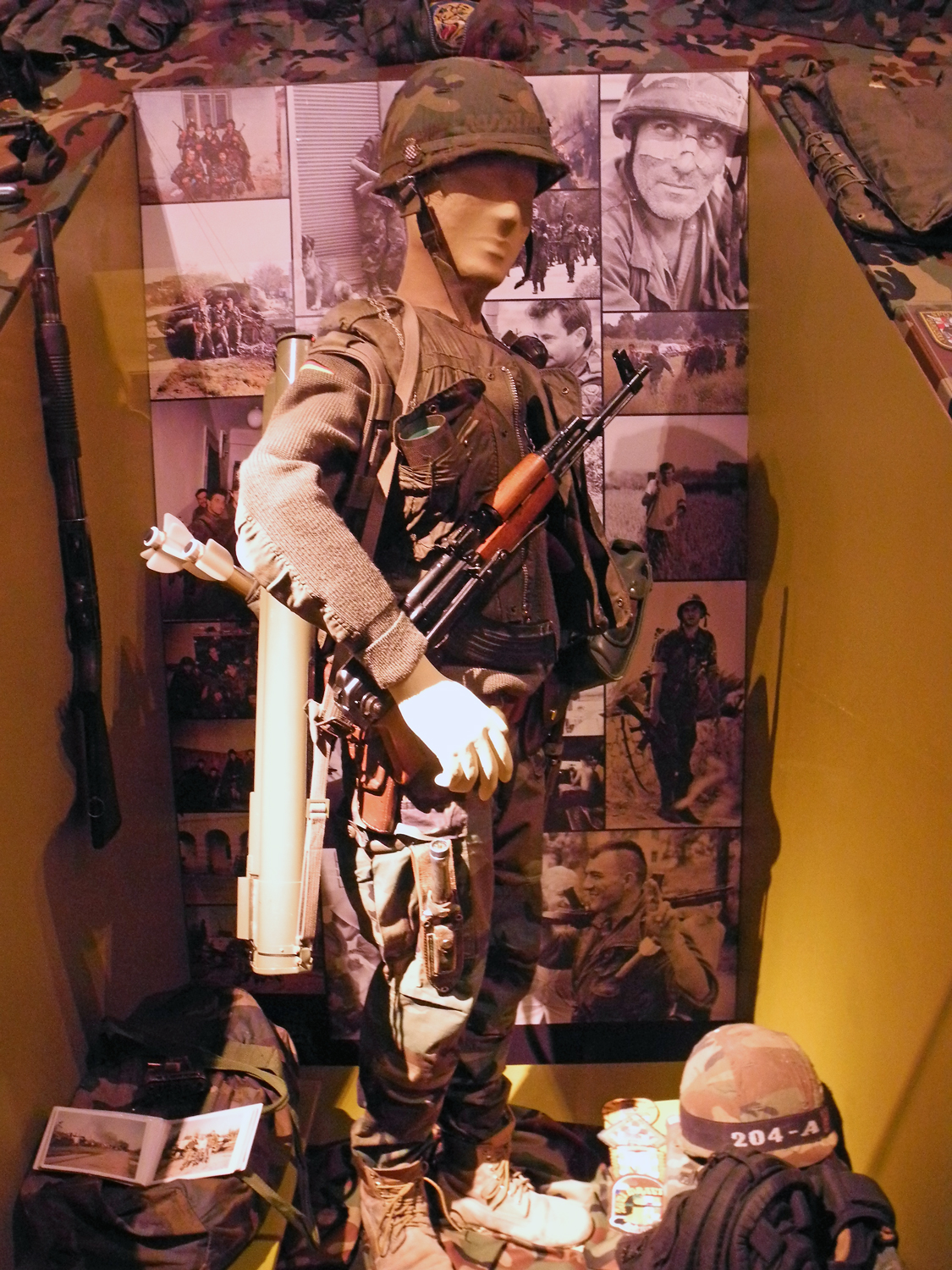
Typische Ausrüstung eines kroatischen Soldaten der 204. Vukovarer Brigade während der Schlacht um Vukovar, im Museum für kroatische Geschichte, Zagreb

Die kroatischen Freiwilligen in Borovo Naselje organisierten sich in Anti-Panzer-Gruppen von 10 bis 15 Personen, überwiegend Männer im Alter von 18 bis 25 Jahren. Jede Gruppe war mit automatischen Gewehren, Pistolen, einem Scharfschützengewehr (möglicherweise Zastava M76) und zwei Panzerabwehrhandwaffen (wahrscheinlich jugoslawische M79 „Osa“) ausgerüstet. Die Gruppen nannten sich Žuti mravi („Gelbe Ameisen“), Pustinjski štakori („Wüstenratten“) und Turbo vod („Turbo-Zug“) und standen unter dem Kommando von Andrija Marić, Marko Babić und Tomislav Zadro, dem Sohn von Blago Zadro.
Die Mehrheit der kroatischen Soldaten aus der Gruppe versuchte die Mannschaft der Panzerabwehrhandwaffen zu schützen und die als Infanterie eingesetzten serbischen Freischärler und jugoslawischen Soldaten zu bekämpfen und vom Panzerfahrzeug zu trennen. So gingen diese Infanteristen zu Beginn hinter den gepanzerten Fahrzeugen in Deckung und konnten mit einem gezielten Handgranatenwurf auseinandergetrieben und bekämpft werden. Danach konnte das nun ungeschützte Panzerfahrzeug an den Schwachpunkten mit den Panzerabwehrhandwaffen angegriffen und zerstört werden. Blago Zadro gab die Regel aus: „Trefft die Infanterie, geht nicht an die Panzerung, bis sie tiefer rein kommt“, wohl wissend, dass jeder Panzer oder Mannschaftstransportwagen in einem städtischen Gebiet keine Chance hat, wenn er nicht von einer ausreichenden Anzahl an Infanterie unterstützt wird.

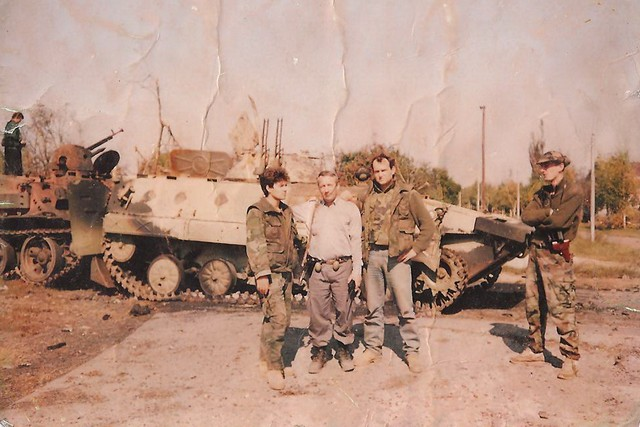
Blago Zadro (Mitte) zwischen Andrija Marić (links) und Marko Babić vor einem zerstörten jugoslawischen BVP-M-80-Schützenpanzer in der Trpinjska cesta, Herbst 1991

Eine weitere Taktik der kroatischen Anti-Panzer-Gruppen war, eine „Todeszone“ aufzubauen und darin ganze Panzerkolonnen auszuschalten. Die Zerstörung einer solchen Panzerkolonne am 16. September 1991 wurde wie folgt beschrieben:

„In der Trpinja Straße wartet Kommandant Blago Zadro mit seinen vierzehn Kämpfern, die sich ‚Gelbe Ameisen‘ nennen. Alle wohnen in dieser Straße von Borovo Naselje. Die Zivilisten werden evakuiert, und zur Abschreckung stellt er einen funktionsuntüchtigen Granatwerfer an die Straße. Sonst haben sie nur ihre Maschinenpistolen, Handgranaten und einige Panzerfäuste. Die einrückenden Panzer zerstören Haus um Haus. Zadro hält seine Männer zurück, bis auch der letzte der 17 Panzer ganz in die Straße eingerückt ist. Dann schießen sie ihre Panzerfäuste auf den ersten und den letzten Panzer ab. So stecken die anderen in der Falle und können ebenfalls vernichtet werden. Die ‚Gelben Ameisen‘ jubeln. […] Aber am Ende des Krieges sind es nur noch vier ‚Gelbe Ameisen‘. Kommandant Zadro, Schuster und Zivilist, wie alle in seiner Gruppe, fällt nur vier Tage nach der ‚Panzerschlacht‘. Er verblutet. Seine Leiche kann erst nach zwei Tagen geborgen werden. Präsident Tudjman befördert ihn posthum.“

Ein Teilnehmer berichtete:

„Nachdem die Fahrzeugkolonne so eingeklemmt war, konnten die Verteidiger alle Fahrzeuge und Besatzungen im Einzelnen zerstören. Solche Taktiken waren für ältere Panzermodelle am besten, aber für die moderneren und robusteren Fahrzeuge wie den T-84 [sic!] mussten andere Taktiken angewendet werden. Gegen solche neueren Panzer setzten wir beispielsweise dreiköpfige ‚Jäger-Killer‘-Teams ein, die aus einem Scharfschützen bestanden, dessen Aufgabe es war, das Periskop des Panzers zu zerstören, während ein zweiter Mann, bewaffnet mit einem ‚Osa‘ oder RPG, versuchte den Panzer zu treffen, wobei das dritte Mitglied des Teams die Besatzungen mit automatischem Gewehrfeuer erledigen sollte, wenn sie das Fahrzeug verließen. Die so ihrer Panzerung beraubte Infanterie der JNA wurde dann von den Verteidigern umzingelt und vernichtet, die aus geschützten und oft nicht zu entdeckenden Positionen in Kellern, Kanälen und Schützengräben feuerten.“

Ein Kommandeur der kroatischen Verteidiger beschrieb die Taktik und Verluste nüchtern wie folgt:

„Die Panzer der Serben kamen über die Trpinjska Cesta in die Stadt. Dort warteten wir in den Kellern der Häuser, da Panzer nicht in Keller schießen können. Dann zerstörten wir mit Raketenwerfern den ersten und den letzten Panzer der Kolonne. Nun war der Rest eingeschlossen und wir konnten sie nach und nach ausschalten. […] insgesamt zerstörten wir auf die Art und Weise 187 Panzer, davon 49 innerhalb von 4 Tagen.“

Bis zum 19. September 1991 brachten die kroatischen Verteidiger den jugoslawischen und serbischen Angreifern in der Trpinjska cesta so empfindliche Verluste bei und hielten hier für mehrere Tage den weiteren Vormarsch auf Vukovar auf.

## Bekannte Verteidiger
Allgemein bekannte Angehörige in den Gruppen der kroatischen Verteidiger waren Blago Zadro, Marko Babić (1965–2007), Andrija Marić (1964–1992), Ivica Arbanas, Ivan Anđelić „Doktor“ (* 1955), Ivica Leutar „Iva“ (1961–2024), Ivan Bošnjak („Bole“), Goran Gorić, Zoran Janković, Marinko Leko („Čamac“), Iza Kovačić, Stipe Majić Pipe, Blago Tica und Tomislav Zadro.

## Erinnerungsort

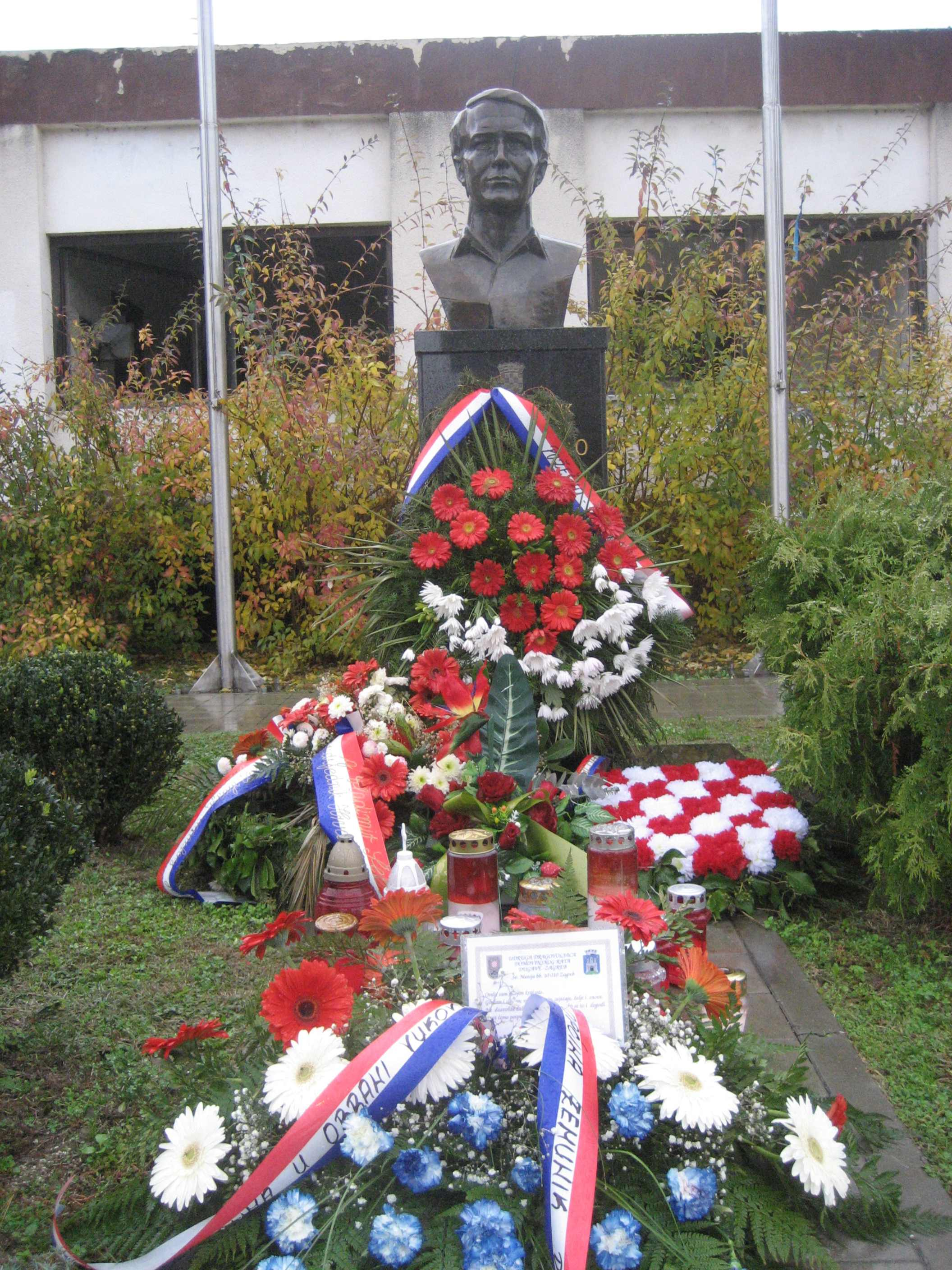
Gedenkstätte für Blago Zadro neben Museum und dem Panzerwrack in der Trpinjska cesta

Zur Erinnerung an die Verteidigung der Straße in der Schlacht um Vukovar steht in der Trpinska cesta ein einstöckiger Gedenkraum für die kroatischen Verteidiger (kroatisch Spomen soba hrvatskih branitelja), daneben ein Denkmal für Blago Zadro sowie als Denkmal ein in der Schlacht kampfunfähig gemachter M-84-Panzer. Das Panzerdenkmal trägt eine bronzene Gedenktafel mit dem kroatischen Staatswappen und der Inschrift:

„‚GROBLJE TENKOVA‘ / U SPOMEN SVIM BRANITELJIMA TRPINJSKE CESTE, / KOJI SU ŽIVOTOM I DJELOM 1991. GODINE / TRAJNO OBILJEŽILI OBRANU VUKOVARA. / VUKOVAR 16. LISTOPADA 2004. GODINE“

„‚Panzerfriedhof‘ In Erinnerung an alle Verteidiger der Trpinja-Straße, welche 1991 die Verteidigung von Vukovar mit ihrem Leben und Werk dauerhaft geprägt haben. Vukovar, 16. Oktober 2004“